# Brantas
Brantas – rzeka w Indonezji we wschodniej części Jawy; długość 320 km; powierzchnia dorzecza 12 000 km².
Źródła na zboczach wulkanu Arjuno, opływa od południa wulkany Kawi-Butak i Kelud, następnie kieruje się na północ i na wschód, uchodzi deltą do zatoki Madura.
W dolnym biegu kompleks zapór i zbiorników wodnych; główne miasta nad Brantas: Malang, Kediri, Mojokerto.
Dorzecze rzeki Brantas jest bardzo ważnym rejonem rolniczym (dobre nawodnienie, sprzyjający klimat, żyzne gleby), zwanym spichlerzem Jawy; żyje w nim ponad 14 milionów mieszkańców.